# Shindler (Dakota del Sud)
Shindler è un census-designated place (CDP) degli Stati Uniti d'America, situato nello Stato della Dakota del Sud, nella contea di Lincoln. Secondo il censimento del 2020 gli abitanti di Shindler ammontavano a 607.